# Link Wray
Link Wray (prawdziwe nazwisko Fred Lincoln Wray, ur. 2 maja 1929, zm. 5 listopada 2005) – jeden z pionierów brzmienia gitary elektrycznej. Pochodził z plemienia Szaunisów. W swojej grze jako jeden z pierwszych zastosował dźwięk przesteru. Jego największy przebój to „Rumble” z 1958, wykorzystany na ścieżce dźwiękowej takich filmów jak Pulp Fiction czy Dzień Niepodległości: Odrodzenie. Do wpływu Wraya na ich twórczość przyznawali się m.in. Jimi Hendrix, Bob Dylan, Jeff Beck, Neil Young. Wray od lat 80 do końca życia mieszkał w Kopenhadze.
W 2023 wprowadzony pośmiertnie do Rock and Roll Hall of Fame.

## Dyskografia
| Rok       | Tytuł                                    | Wytwórnia          | Numer katalogowy  |
| --------- | ---------------------------------------- | ------------------ | ----------------- |
| 1960 US   | Link Wray & The Wraymen                  | Epic               | LN 3661           |
| 1962 US   | Great Guitar Hits by Link Wray           | Vermillion         | V-1924            |
| 1963 US   | Jack The Ripper                          | Swan               | S-LP 510          |
| 1964 US   | Link Wray Sings and Plays Guitar         | Vermillion         | V-1925            |
| 1963/2006 | Link Wray Early Recordings               | Rollercoaster/Ace  |                   |
| 1971 US   | Link Wray                                | Polydor            | PD-24-4064        |
| 1971 US   | Mordicai Jones (w/ Bobby Howard)         | Polydor            | PD-5010           |
| 1972 US   | Be What You Want To                      | Polydor            | PD-5047           |
| 1973 US   | Beans and Fatback (rec. 1971)            | Virgin             | V-2006            |
| 1974 US   | The Link Wray Rumble                     | Polydor            | PD-6025           |
| 1975 US   | Stuck in Gear                            | Virgin Records Ltd | Stereo 27 266 XOT |
| 1979 US   | Bullshot                                 | Visa               | VISA 7009         |
| 1979 US   | Live at the Paradiso                     | RCA                | PL-44012          |
| 1990 UK   | Apache                                   |                    |                   |
| 1990 UK   | Wild Side of the City Lights             |                    |                   |
| 1993 DE   | Indian Child                             | Sony Music         | EPC 473100 2      |
| 1997 US   | Shadowman                                |                    |                   |
| 1997 UK   | Walking Down a Street Called Love – live |                    |                   |
| 2000 US   | Barbed Wire                              |                    |                   |